# Tomaspis discoidea
Tomaspis discoidea är en insektsart som beskrevs av Melichar 1915. Tomaspis discoidea ingår i släktet Tomaspis och familjen spottstritar. Inga underarter finns listade i Catalogue of Life.